# École supérieure algérienne des affaires
Pour les articles homonymes, voir ESAA et ESA.
L’École supérieure algérienne des affaires (ESAA) est une école de commerce située à Mohammadia en Algérie. Créée en 2004, dans le cadre d'une coopération algéro-française, bénéficiant de l'appui d'un consortium académique français dans le domaine de la gestion constitué de  KEDGE Business School, IAE Lyon, Audencia et Université de Lille, et d'un partenariat institutionnelle de la Chambre algérienne de commerce et d'industrie, du Ministère des Affaires étrangères (Algérie), du Ministère de l'Enseignement supérieur et de la Recherche scientifique, du Ministère du Commerce (Algérie), de l'Ambassade de France, de la Chambre de commerce et d'industrie Marseille-Provence.
L'ESAA est membre de EFMD et de l'Agence universitaire de la Francophonie (AUF).

## Structure
Les cours sont assurés par des intervenants (professeurs) appartenant aux institutions du consortium. L'école se situe au niveau de la commune de Mohammadia, sur la route vers Bordj El Kiffan à Alger.
L'ESAA, membre de l'EFMD (Fondation européenne pour le développement du management) rejoint ainsi les programmes les plus prestigieux dans le monde dans sa quête vers la qualité  des méthodes.

## Enseignement
Il existe quatre catégories de formation à l'ESAA :
- Exécutive MBA : cette formation s'étale sur 18 mois et est destiné aux cadres et chefs d'entreprises qui ont cumulé au minimum10 ans d'expérience managériale.

le volume horaire d'études est de 3 jours chaque 3 semaines.
- MBA : cette formation s'étale sur 18 mois et est destiné aux cadres qui ont cumulé au minimum 4 ans d'expérience managériale.

le volume horaire d'études est de 3 jours chaque 3 semaines.
- Licence en gestion: cette formation qui s'étale sur trois ans est achevée avec la délivrance d'un double diplôme, une licence d'état algérien et une licence d'État français de l'Université de Lille.
- Master en gestion : cette formation qui s'étale sur deux années est achevée avec la délivrance d'un double diplôme, un Master algérien et un master français de l'Université de Lille. Quatre choix de mentions sont proposés aux étudiants: finance, comptabilité contrôle et audit, management ainsi que marketing. Le volume horaire d'études est de 1000 h, 30 h par semaine répartis sur 5 jours.

- Formation continue : l'ESAA développe des offres de formations sur mesure inhérent à la gestion dédiées aux cadres supérieurs et chefs d'entreprises, ces programmes durent de 3, jusqu'à 45 jours pour chaque domaine.